# Dorothy Crowfoot Hodgkin

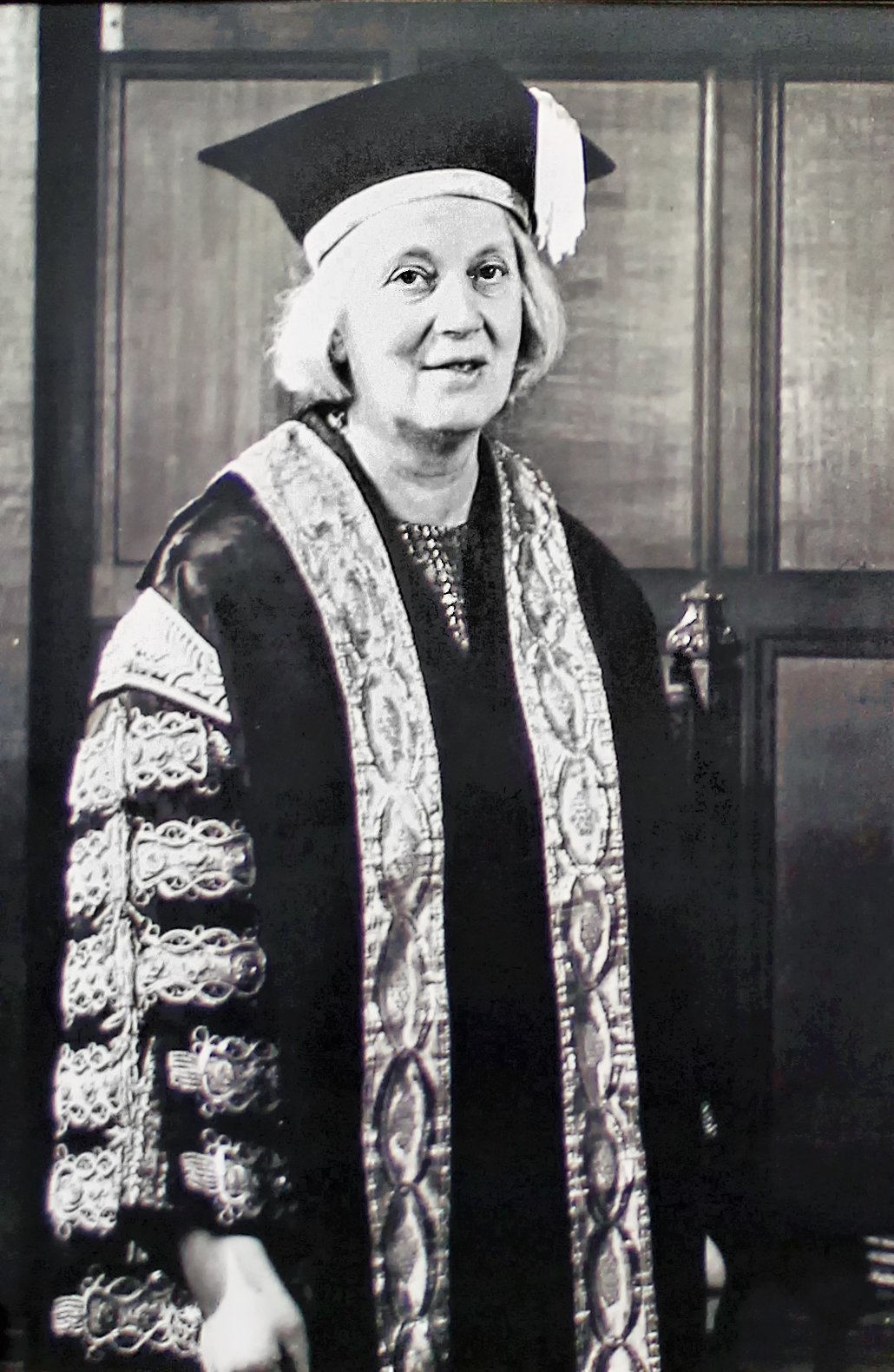
Dorothy Crowfoot Hodgkin

Dorothy Crowfoot Hodgkin OM, geborene Dorothy Mary Crowfoot (* 12. Mai 1910 in Kairo; † 29. Juli 1994 in Shipston-on-Stour, England), war eine britische Biochemikerin. Für ihre Analyse der Struktur des Vitamins B12 erhielt sie 1964 den Nobelpreis für Chemie. 

## Leben

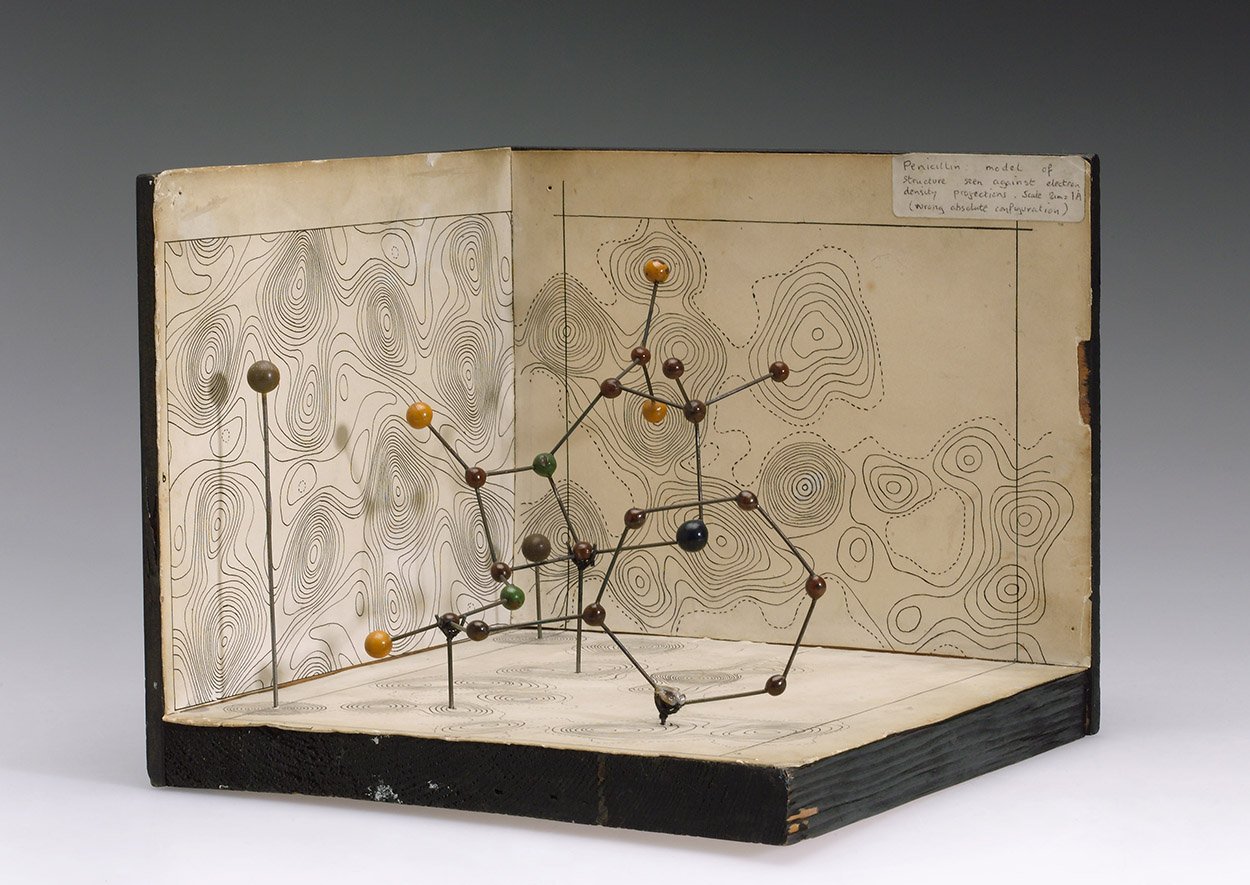
Molekülmodell des Penicillins von Dorothy Hodgkin, ca. 1945

Dorothy Crowfoot Hodgkin war die älteste von vier Töchtern eines englischen Kolonialbeamten in Kairo. Die Eltern, John Winter Crowfoot (1873–1959) und seine Frau Grace Mary Hood (1877–1957), reisten viel und ließen deshalb ihre Kinder bei Verwandten in England aufwachsen. Schon als Jugendliche war Dorothy Crowfoot fasziniert von Kristallen und chemischen Strukturen. Als sie im Alter von 16 Jahren Parsons „Grundlagen der Chemie“ las, beschloss sie, Chemie zu studieren.
Von 1928 bis 1932 belegte sie Chemie und Physik am Somerville College in Oxford und verbrachte dort ihr viertes Jahr mit Kristallographie, um dann anschließend nach Cambridge zu gehen, um unter der Leitung von John Desmond Bernal Sterole zu untersuchen. Sie war von der „Eleganz“ der damals neuen Röntgenstrukturanalyse hingerissen und nahm mit dieser Methode erstmals Diffraktionsbilder vieler biologisch relevanter Moleküle auf, darunter Pepsin (1934) und Cholesterin (1941). Später löste sie auch die Strukturen von Cholesterin (1945), Penicillin (1945, veröffentlicht 1949), Vitamin B12 (1955) und Insulin (1969).
1932 kehrte Dorothy Crowfoot als Lehrkraft nach Oxford zurück. Im selben Jahr begann sie mit der chemischen Analyse des Insulins, eine Analyse, die 35 Jahre dauern sollte, bis die gesamte Struktur dieses Stoffs aufgedeckt war.
1937 heiratete sie den Politologen Thomas Lionel Hodgkin, mit dem sie drei Kinder hatte, Luke (1938), Elizabeth (1941) und Toby (1946). Kurz nach der Geburt des ersten Kinds erkrankte sie schwer an Gelenkrheumatismus, wodurch sie sich aber nicht von ihren Forschungen abhalten ließ. Ihre deformierten Fingergelenke beeinträchtigten die Laborarbeit jedoch erheblich, sodass für sie ein spezieller Hebel an dem Röntgengerät angebracht werden musste, damit sie es bedienen konnte. Da es an Platz mangelte wurden zunächst ohne Abschirmung im selben Raum auch die Daten ausgewertet. Crowfoot Hodgkin war sich der damit verbundenen Gefahr für Strahlenschäden durchaus bewusst, ließ sich dadurch aber nicht von der Laborarbeit abschrecken. 
Ab 1962 war Dorothy Hodgkin Mitglied der Pugwash-Konferenz und setzte sich aktiv für die Verständigung von Wissenschaftlern aus Ost und West ein.
Zu ihren Studenten in Oxford 1946/47 gehörte Margaret Thatcher, die bei ihr ihre Abschlussarbeit in Chemie anfertigte.

## Ehrungen

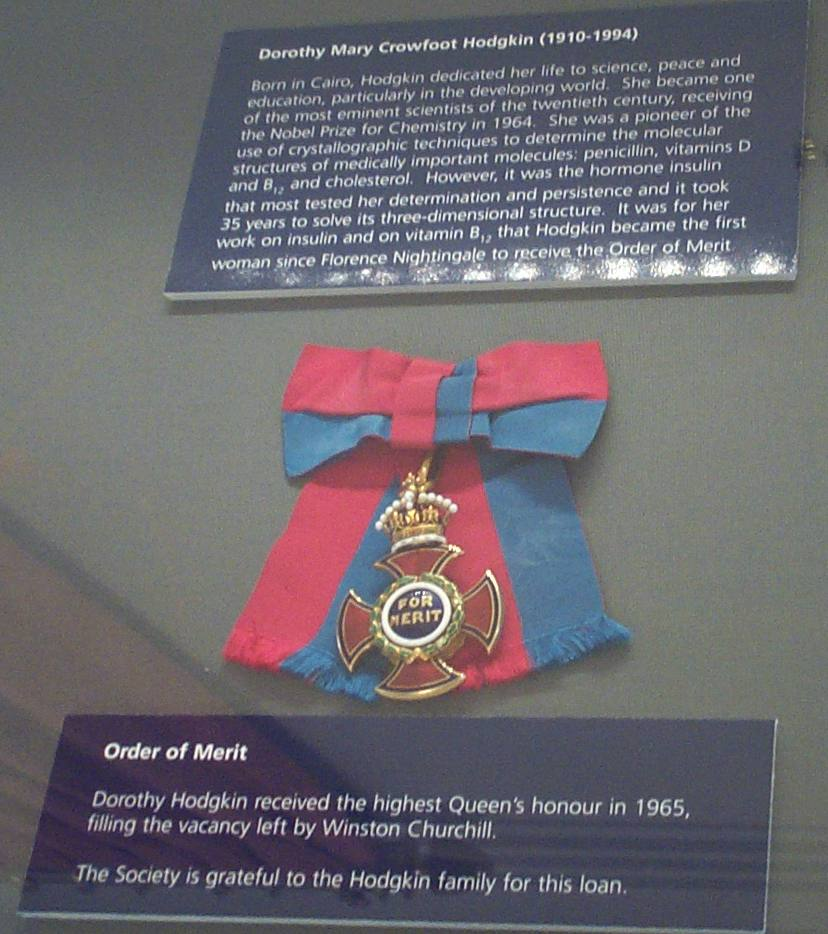
Order of Merit, verliehen 1965 (Dorothy Hodgkin nahm den nach dem Tode von Winston Churchill frei gewordenen Platz ein)

1947 wurde sie als dritte Frau in die Royal Society aufgenommen. 1956 wurde sie Mitglied der Königlich Niederländische Akademie der Wissenschaften und 1958 in die American Academy of Arts and Sciences gewählt, 1970 in die Royal Society of Edinburgh sowie 1971 in die National Academy of Sciences. 
1964 erhielt sie den Nobelpreis für Chemie. Dorothy Crowfoot Hodgkin war die dritte Frau nach Marie Curie (1911) und deren Tochter Irène Joliot-Curie (1935), die diese hohe Ehrung bekam. 1965 erhielt sie als zweite Frau – nach Florence Nightingale – den Order of Merit verliehen. Von der Republik Österreich wurde sie mit dem Österreichischen Ehrenzeichen für Wissenschaft und Kunst ausgezeichnet. Darüber hinaus wurde sie zum Mitglied der Deutschen Akademie der Naturforscher Leopoldina gewählt. 1970 wurde sie Kanzlerin der Universität Bristol. Die American Diabetes Association verlieh ihr 1972 mit der Banting-Medaille ihre höchste Auszeichnung. Sie erhielt außerdem 1976 die Copley-Medaille, eine Auszeichnung der Royal Society.
1987 wurde sie mit dem Internationalen Lenin-Friedenspreis ausgezeichnet.

## Publikationen (Auswahl)
- Die Röntgen-Strukturanalyse einiger biochemisch interessanter Moleküle (= Arbeitsgemeinschaft für Forschung des Landes Nordrhein-Westfalen, Band 159). VS Verlag für Sozialwissenschaften, Wiesbaden 1966, Neuauflage ISBN 978-3-663-01037-1
- et al.: Evidence concerning insulin activity from the structure of a cross-linked derivative. In: Hoppe-Seyler's Zeitschrift Fur Physiologische Chemie. 362. 1981. S. 755–762. PMID 7024090, DOI:10.1515/Bchm2.1981.362.1.755
- et al.: Structure of insulin in 4-zinc insulin. In: Nature. 261. 1976. S. 166–168. PMID 1272390, DOI:10.1038/261166A0
- Chinese work on insulin. In: Nature. 255. 1975.  S. 103. DOI:10.1038/255103A0
- Molecules in crystals. In: Nature. 188. 1960 S. 441–447. DOI:10.1038/188441A0
- et al.: The Structure of Vitamin BFormula I. An Outline of the Crystallographic Investigation of Vitamin BFormula. In: Proceedings of the Royal Society a: Mathematical, Physical and Engineering Sciences. 242. 1957. S. 228–263. DOI:10.1098/Rspa.1957.0174